# Göran Flodström
Göran Flodström (Stockholm, 27 januari 1953) is een Zweeds voormalig schermer.

## Carrière
Göran Flodström werd wereldkampioen met de ploeg in Grenoble in 1974 en in Boedapest in 1975. Op de Olympische Spelen van 1976 in Montreal bereikte hij ongeslagen de finale van de ploegenwedstrijd, waarin het Zweedse team Duitsland met 8:5 versloeg. Samen met Rolf Edling, Carl von Essen, Leif Högström en Hans Jacobson, werd Flodström Olympisch kampioen. Hij eindigde zevende in de individuele competitie.

## Resultaten

### Olympische Zomerspelen
| Jaar | Plaats   | Resultaten          |
| ---- | -------- | ------------------- |
| 1976 | Montreal | 7e degen degen team |

### Wereldkampioenschappen schermen
| Jaar | Plaats       | Resultaten |
| ---- | ------------ | ---------- |
| 1974 | Grenoble     | degen team |
| 1975 | Boedapest    | degen team |
| 1977 | Buenos Aires | degen team |

1908: Alibert, Berger, Collignon, Gravier, Lippmann, Olivier, Stern ·
1912: H. Anspach, P. Anspach, Hennet, Ochs, Salmon, Willems ·
1920: Allocchio, Bozza, Canova, Costantino, Marrazzi, A. Nadi, N. Nadi, Olivier, Thaon di Revel, Urbani ·
1924:  Buchard, Ducret, Gaudin, Labatut, Liottel, Lippmann, Tainturier ·
1928:  Agostoni, Basletta, M. Bertinetti, Cornaggia-Medici, Minoli, Riccardi ·
1932: Buchard, Cattiau, Jourdant, Piot, Schmetz, Tainturier ·
1936: Brusati, Cornaggia-Medici, E. Mangiarotti, Pezzana, Ragno, Riccardi ·
1948: Artigas, Desprets, Guérin, Huet, Lepage, Pécheux ·
1952: Battaglia, F. Bertinetti, Delfino, D. Mangiarotti, E. Mangiarotti, Pavesi ·
1956: Anglesio, F. Bertinetti, Delfino, E. Mangiarotti, Pavesi, Pellegrino ·
1960: Delfino, E. Mangiarotti, Marini, Pavesi, Pellegrino, Saccaro ·
1964: Bárány, Gábor, Kausz, Kulcsár, Nemere ·
1968: Fenyvesi, Kulcsár, Nagy, Nemere, P. Schmitt ·
1972: Erdős, Fenyvesi, Kulcsár, Osztrics, P. Schmitt ·
1976: Edling, Von Essen, Flodström, Högström, Jacobson ·
1980: Boisse, Gardas, Picot, Riboud, Salesse ·
1984: Borrmann, Fischer, Heer, Nickel, Pusch ·
1988: Delpla, Henry, Lenglet, Riboud, Srecki ·
1992: Borrmann, Felisiak, Proske, Resnitstsjenko, A. Schmitt ·
1996: Cuomo, Mazzoni, Randazzo ·
2000: Mazzoni, Milanoli, Randazzo, Rota ·
2004: Boisse, F. Jeannet, J. Jeannet, Obry ·
2008: F. Jeannet, J. Jeannet, Robeiri ·
2016: Borel, Grumier, Jérent, Lucenay ·
2020: Kano, Minobe, Yamada, Uyama ·
2024: Koch, Andrásfi, Siklósi, Nagy